# 埃莉诺·福尔摩斯·诺顿
埃莉诺·霍姆斯·诺顿（英語：Eleanor Holmes Norton，1937年6月13日—）是一名美国政治家，美国众议院的无投票权代表，代表哥伦比亚特区。作为一个无投票权的成员，诺顿可以在委员会任职，提出立法，以及在众议院发言；然而，她不被允许对任何立法的最终通过进行投票。她是民主党的一员。

## 早期生活与教育

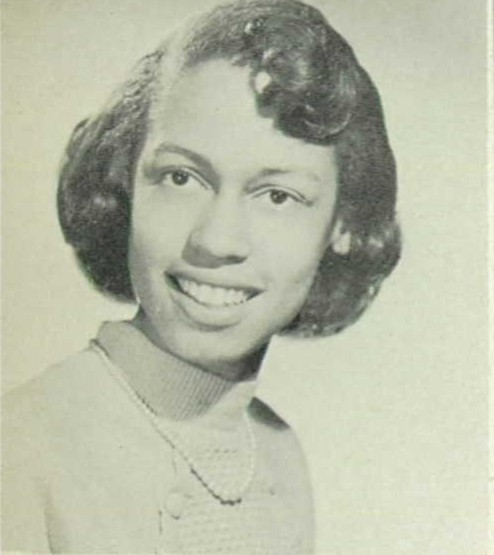
1955年的埃莉诺·霍姆斯

埃莉诺·霍尔姆斯出生于华盛顿特区，她的父亲贝拉是一名教师，母亲科尔曼·霍尔姆斯是一名公务员。当她还是邓巴高中的学生时，她被选为三年级班长，并且是国家荣誉协会的成员。她曾就读于安提阿学院、耶鲁大学和耶鲁法学院。
在大学和研究生院期间，她积极参加民权运动和学生非暴力协调委员会。在她从安提阿学院毕业之前，她就已经因为在华盛顿特区、马里兰和俄亥俄州组织和参与静坐而被捕。在法学院读书期间，她前往密西西比州参加“密西西比自由之夏”活动，并与梅德加·埃弗斯等民权运动的坚定支持者一起工作。她第一次遇到了最近获释但遭到殴打的芬妮·露·哈默，这迫使她亲眼目睹了南方的暴力和种族歧视镇压。她在学生非暴力协调委员会的经历激发了她毕生致力于社会行动主义和女权主义的萌芽。1970年，她为罗宾·摩根编辑的《姐妹情谊是强大的》选集撰稿，题为《献给赛迪和莫德》。诺顿是《妇女权利法记者》创始顾问委员会成员，《妇女权利法记者》是美国第一本专门关注妇女权利法领域的法律期刊。70年代早期，诺顿是《黑人妇女宣言》的签名者，这是黑人女权运动的经典文献。

## 参选国会议员前

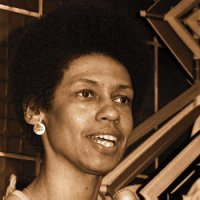
埃莉诺·福尔摩斯·诺顿担任公平就业机会委员会主席

从法学院毕业后，她担任了联邦地区法院法官小利昂·希金波坦的法律助理。1965年，她成为美国公民自由联盟的助理法务主任，一直担任到1970年。1970年，诺顿代理了《新闻周刊》的60名女员工，她们向公平就业机会委员会提出索赔，称《新闻周刊》有只允许男性担任记者的政策。最终女性胜出，《新闻周刊》同意允许女性担任记者。
福尔摩斯·诺顿专门研究言论自由案件，她的工作包括代表国家州权利党打赢一场最高法院的官司，她在接受哥伦比亚特区律师协会网站编辑的采访时以不同的视角阐述了这场胜利:“我捍卫了第一修正案，而你很少有机会通过捍卫你喜欢的人来捍卫第一修正案……你不知道第一修正案是否有效，直到它被那些怀有卑鄙想法的人检验。我喜欢看到一个种族主义者的脸——记得那时候种族主义比今天更活跃、更盛行——然后说，‘我是你的律师，先生，你打算怎么做?’”1970年至1971年，她在纽约大学法学院担任兼职助理教授。1970年，纽约市市长约翰·林赛任命她为纽约市人权委员会主席，她就歧视妇女问题在全国举行了第一次听证会。全国各地著名的女权主义者来到纽约市作证，诺顿利用这个平台提高公众对1964年《民权法案》适用于妇女和性别歧视的认识。
1977年，在吉米·卡特总统担任美国公平就业机会委员会首位女性主席的推动下，诺顿发布了公平就业机会委员会的第一套规定，概述了什么是性骚扰，并宣称性骚扰确实是一种违反联邦民权法的性别歧视。
她也曾担任城市研究所的高级研究员。1982年，诺顿成为乔治城大学法律中心的教授。在此期间，她是美国公开反对种族隔离的积极分子，也是自由南非运动的一员。
1990年，诺顿与其他15名非裔美国妇女和一名男子成立了“非裔美国妇女生殖自由组织”。
2003年，她为罗宾·摩根主编的选集《永远的姐妹情谊:新千年女性选集》撰写了一篇题为《一个女权主义长跑运动员的札记》的文章。
2011年，美国国家妇女与家庭研究中心授予她终身成就奖。

## 国会代表

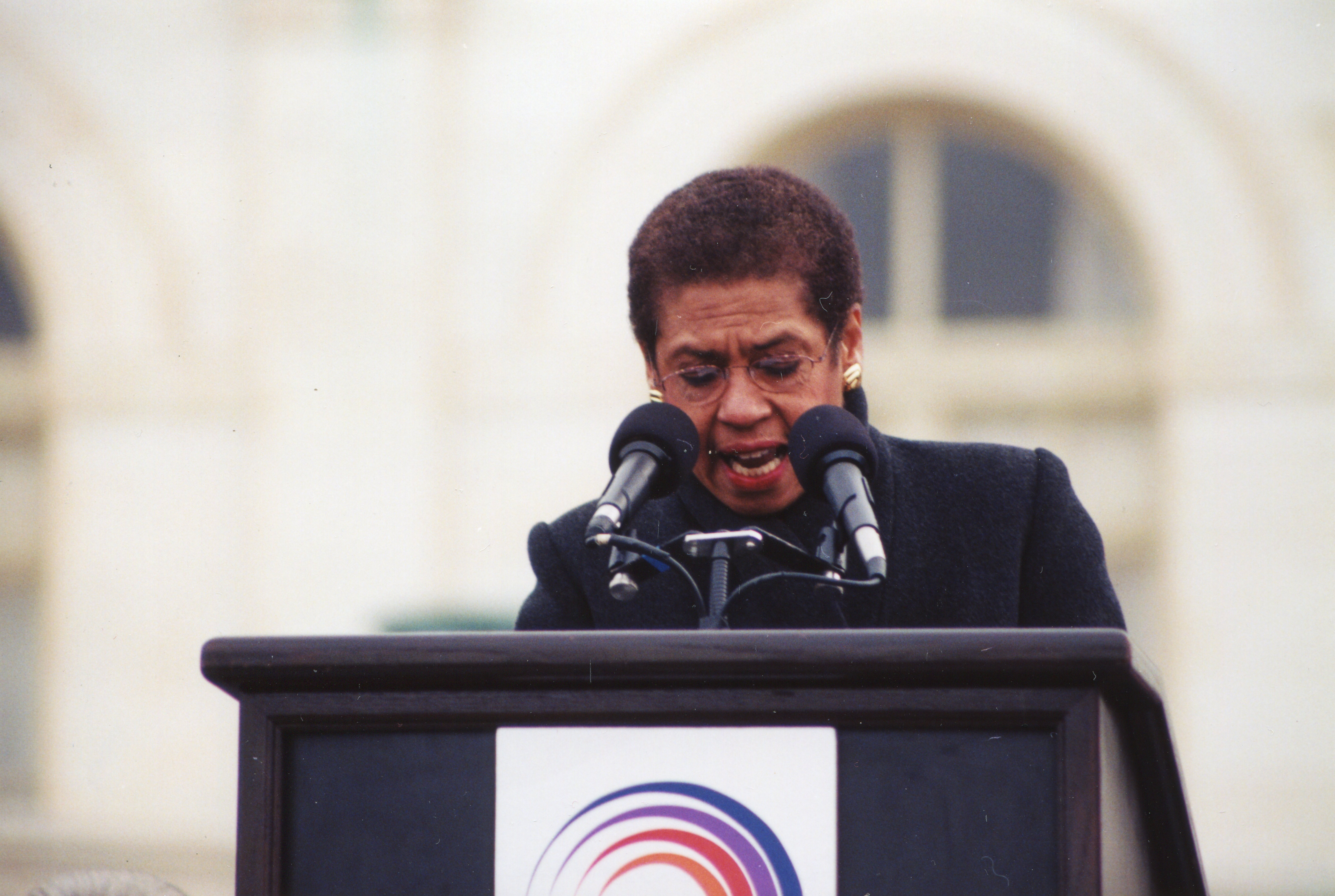
1998年，诺顿在反对弹劾克林顿的集会上发表演讲

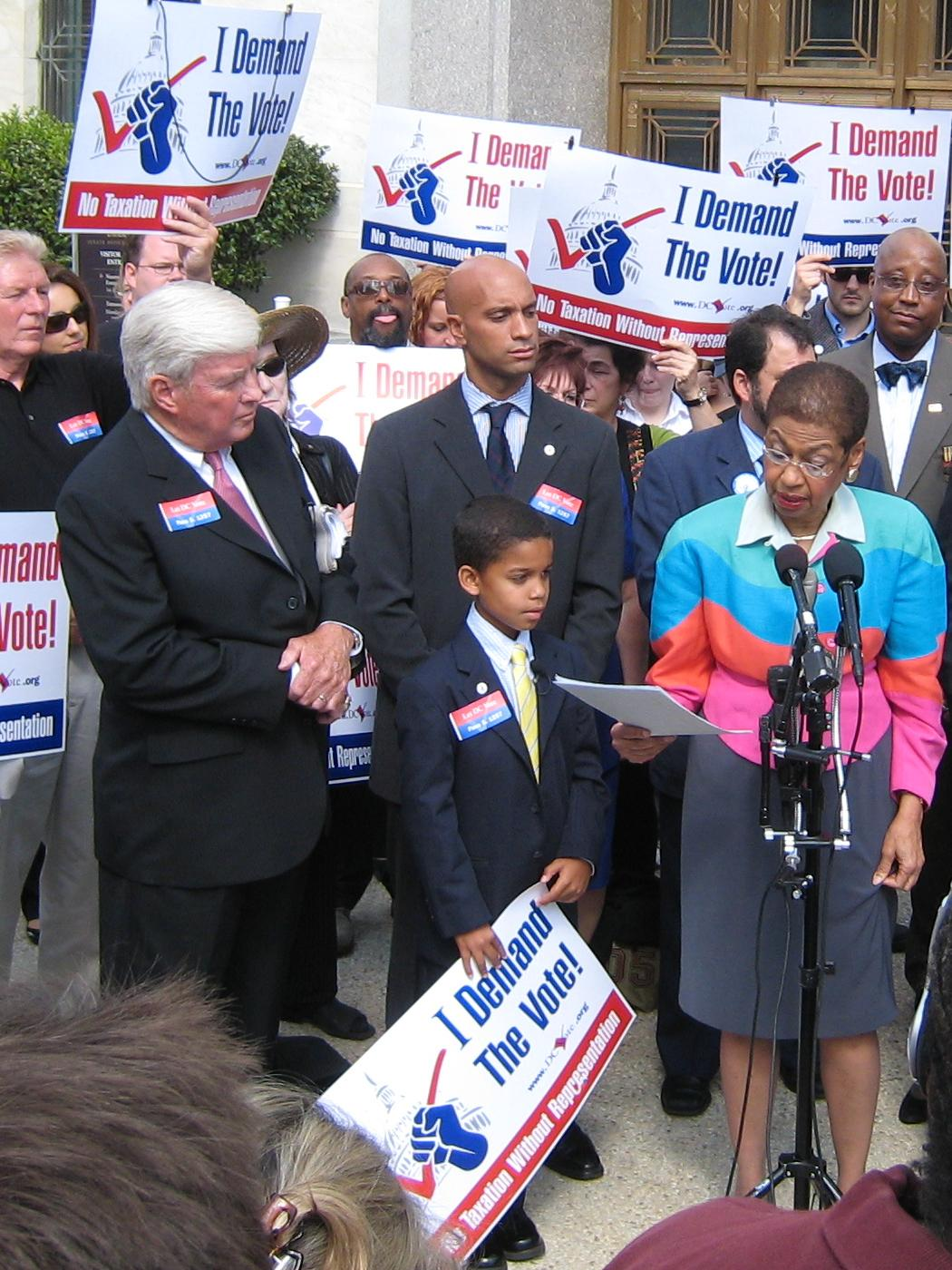
杰克·肯普，阿德里安·芬提和诺顿在华盛顿国会山的投票集会上报道

1990年，诺顿当选为众议院民主党代表。她在初选中击败了市议员贝蒂·安·凯恩，尽管在最后一刻，诺顿和她同为律师的丈夫被揭露出没有在1982年到1989年间提交特区所得税申报表。诺顿夫妇补缴了8万多美元的税款和罚款。她的竞选经理是唐娜·布拉齐尔。代表职位空缺是因为沃尔特·福恩特罗伊要竞选市长而不是寻求连任。诺顿在民主党初选中获得39%的选票，在大选中获得59%的选票。诺顿于1991年1月3日就职，此后每两年连任一次。
国会代表有权在众议院的一个委员会中参加投票，并在全体委员会中提出修正案，但不允许参加立法表决。特区和美国的四个属地——关岛、美属萨摩亚、北马里亚纳群岛和美属维尔京群岛——派出代表参加国会，波多黎各的驻地专员享有同代表一样的权利。
威廉·托马斯和白宫的和平守夜活动促使诺顿提出了《核裁军和经济转化法案》，该法案要求美国在所有其他拥有核武器的国家都采取同样行动的时候禁用和拆除其核武器。诺顿自1994年以来一直在引入该法案的一个版本。

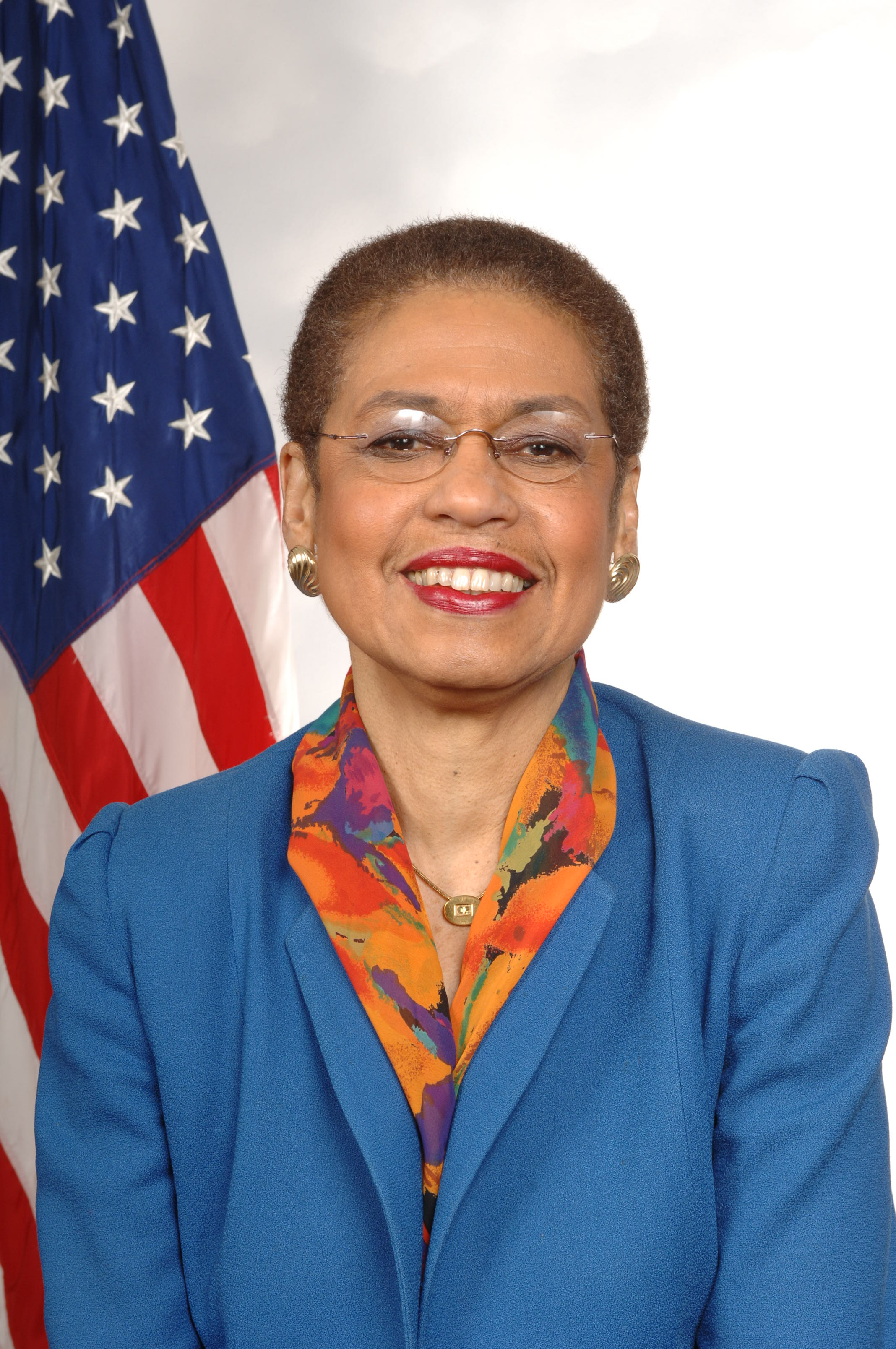
2006年的诺顿

2009年2月26日，美国参议院通过了诺顿大力支持的《2009年哥伦比亚特区众议院投票权法案》，该法案授予哥伦比亚特区在众议院的投票代表。然而，该法案在众议院搁浅，在第111届国会结束前未能通过。
2009年提出的立法没有授予诺顿在第111届国会的投票权，因为她必须在她的两年任期内继续担任她选举产生的代表职务。
2010年9月，诺顿发布了一条语音信息，在这条信息中，她向一名代表她负责的一个项目的说客征求竞选资金。诺顿反驳说，这一信息是所有国会议员发出的典型呼吁，而且这一呼吁是由竞选办公室发出的，而不是由纳税人支付。2012年3月，公共广播节目《美国生活》在题为“拿钱竞选公职”的游说节目开始时，播放了这段语音信息。
2012年5月，诺顿被禁止就其选区的一项反堕胎法案作证——这是她第二次被禁止就堕胎问题发言。她坚持认为这是对一般礼节的否定。众议员杰罗德·纳德勒支持诺顿的抗议，他说:“在我20年的国会议员生涯中，我从未见过一个同事受到如此轻蔑的对待。”
2014年8月20日，在华盛顿选举委员会于2014年11月投票表决大麻合法化的问题后，诺顿发誓要捍卫自己的立场，反对任何国会试图阻止特区就这一问题进行投票的企图，如果获得批准，他还会反对任何阻止大麻合法化的企图。
她是国会进步党团和国会黑人党团的成员。

## 外部連結
- 埃莉诺·福尔摩斯·诺顿的X（前Twitter）
- 埃莉诺·福尔摩斯·诺顿的Facebook專頁
- 中的“埃莉诺·福尔摩斯·诺顿”
- C-SPAN內的頁面（英文）

- 美國國會國家人物傳記大辭典中的傳記
- 由華盛頓郵報維護的投票記錄
- 智慧投票计划中的傳記、投票紀錄及利益集團評級
- 聯邦選舉委員會中的競選財務報告和數據